# Sally McDermid
Pour les articles homonymes, voir McDermid.
Sally McDermid (Mytholmroyd, Yorkshire, Angleterre, 6 juin 1965 - ) est une joueuse de softball australienne. En 1996, elle remporta une médaille de bronze en softball aux Jeux olympiques d'Atlanta avec l'équipe australienne de softball. En 2000, elle remporta une médaille de bronze aux Jeux olympiques de Sydney.